# Яватахама
Яватаха́ма (яп. 八幡浜市 Яватахама-си) — город в Японии, находящийся в префектуре Эхимэ. Площадь города составляет 133,03 км², население — 35 871 человек (1 августа 2014), плотность населения — 269,65 чел./км².

## Географическое положение
Город расположен на острове Сикоку в префектуре Эхимэ региона Сикоку. С ним граничат города Сейё, Одзу и посёлок Иката.

## Население
Население города составляет 35 871 человек (1 августа 2014), а плотность — 269,65 чел./км². Изменение численности населения с 1980 по 2005 годы:
| 1980 | 55 757 чел. |  |
| 1985 | 53 622 чел. |  |
| 1990 | 50 271 чел. |  |
| 1995 | 47 410 чел. |  |
| 2000 | 44 206 чел. |  |
| 2005 | 41 264 чел. |  |

## Символика
Деревом города считается Citrus unshiu, цветком — нарцисс.